# Chlum (Všestary)
Chlum (německy Chlum) je vesnice, část obce Všestary v okrese Hradec Králové. Nachází se asi 2,5 km na sever od Všestar. Prochází zde silnice II/325. V roce 2009 zde bylo evidováno 89 adres. V roce 2001 zde trvale žilo 190 obyvatel.
Chlum leží v katastrálním území Chlum u Hradce Králové o rozloze 2,02 km².

## Historie
První písemná zmínka o Chlumu pochází z roku 1352.

## Prusko-rakouská válka
Rozhodující střetnutí prusko-rakouské války – bitva u Hradce Králové – se uskutečnilo na Chlumu.
Pruské jednotky postupující od Hořiněvsi po tvrdém boji ovládly kolem 14. hodiny střed rakouského postavení na Chlumu, odrazily zoufalé pokusy I. armádního sboru o znovudobytí této pozice a tím rozhodly o svém vítězství v bitvě.

## Současnost
Každoročně se na Chlumu provádí výročí bitvy z roku 1866.

## Památky
- kostel Proměnění Páně ze 14. století
- Muzeum bitvy u Hradce Králové – Muzeum války 1866
- Rozhledna[6]
- Pruský vojenský hřbitov
- Baterie mrtvých
- Kostnice (Osarium)